# Голышево (Алтайский край)
Го́лышево — село в Первомайском районе Алтайского края России. Входит в состав Первомайского сельсовета.

## География
Село находится у реки Повалиха.
Климат
Климат континентальный. Продолжительность периода с устойчивым снежным покровом составляет 160—170 дней, абсолютный минимум температуры воздуха достигает −50 °C. Средняя температура января −19,9 °C, июля +19 °C. Безморозный период длится 110—115 дней, абсолютный максимум температуры воздуха достигает +33-35 °C. Годовое количество атмосферных осадков — 360 мм.
Уличная сеть
В селе 6 улиц: Плотникова, Юбилейная, Гагарина, Пролетарская, Рабочая и улица Мира.
Расстояние до
- районного центра Новоалтайск: 31 км.
- краевого центра Барнаул: 38 км.

Ближайшие населенные пункты
Волга 7 км, Первомайское 7 км, Новокраюшкино 10 км, Рогуличный 10 км, Новоповалиха 12 км, Октябрьское 13 км, Сибирский 15 км, Лесная Поляна 18 км.

## История
Дата возникновения села — 1726 год. Название селу дала фамилия первопоселенцев. По словам старожилов села, «Голышов раньше всех поселился»; «Сначала Петр Голышев с родственниками (жил)». В 1926 году в селе числилось 1492 человека, имелась школа, хлебозапасный магазин и лавка. В списке населенных мест Сибирского края 1928 года село Голышево значится в Белоярском районе Барнаульского округа.

## Население
| 1997 | 1998 | 1999 | 2000 | 2001 | 2002 | 2003 |
| ---- | ---- | ---- | ---- | ---- | ---- | ---- |
| 285  | ↘276 | ↘257 | ↗275 | ↘272 | ↘264 | ↗270 |
| 2004 | 2005 | 2006 | 2007 | 2008 | 2009 | 2010 |
| ↘236 | ↘227 | ↗239 | ↘227 | ↗235 | ↗240 | ↘231 |
| 2011 | 2012 | 2013 |      |      |      |      |
| →231 | ↘226 | ↘220 |      |      |      |      |

## Инфраструктура
В селе есть Голышевский ФАП — филиал КГБУЗ «Первомайская центральная районная больница имени А. Ф. Воробьева», МКОУ «Голышевская ООШ», магазины, сельский клуб и библиотека. Почтовое отделение находится в селе Первомайское.

## Транспорт
Село соединяет с районным и областным центром федеральная автомагистраль М52 Чуйский тракт (Новосибирск—Бийск—Монголия) и сеть региональных автодорог. Ближайшие железнодорожные станции: Озёрки — 14 км и Новоалтайск — 31 км.